# 施氏擬油鯰
施氏擬油鯰，為輻鰭魚綱鯰形目擬油鯰科的其中一種，為熱帶淡水魚類，分布於南美洲哥倫比亞Magdalena河流域，體長可達20.7公分，棲息在底層水域，生活習性不明，可做為觀賞魚。

## 扩展阅读
維基物種上的相關：施氏擬油鯰